# Helena Sakowiczówna

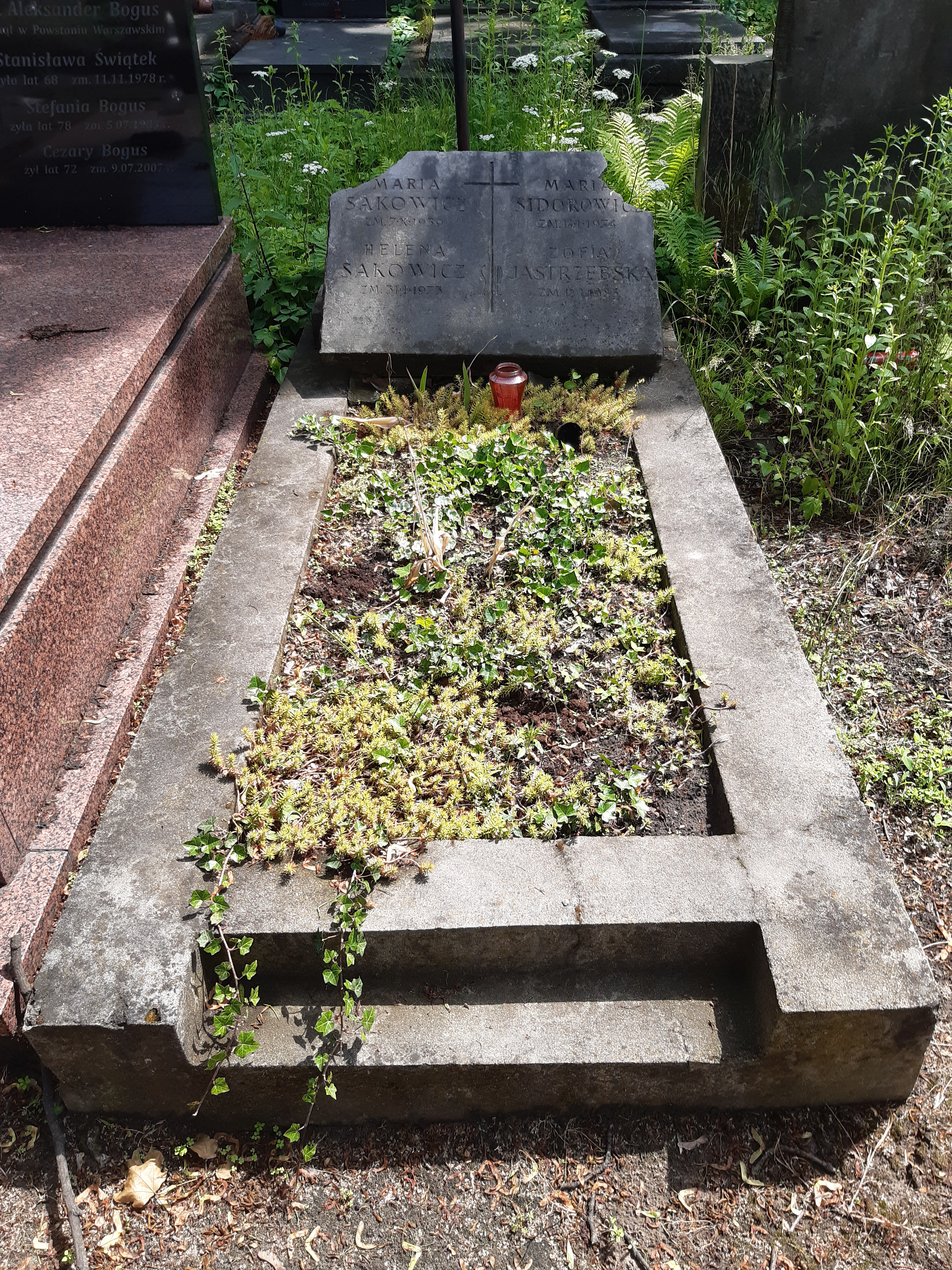
Grób Heleny Sakowicz na cmentarzu Powązkowskim

Helena Sakowiczówna (ur. 17 lutego 1896 w Petersburgu, zm. 31 stycznia 1973 w Warszawie), instruktorka harcerska, naczelniczka Głównej Kwatery Żeńskiej Związku Harcerstwa Polskiego, harcmistrzyni.
Była córką Michała Sakowicza (ur. ok. 1867, zm. 1903, lekarza psychiatry) i Heleny z Sidorowiczów (zm. 1905). Po wczesnej śmierci rodziców na gruźlicę przeszła pod opiekę rodzeństwa ojca i została wysłana do gimnazjum sióstr zakonnych we Fryburgu Bryzgowijskim. Powróciła na ziemie polskie krótko przed wybuchem I wojny. W 1916 rozpoczęła studia przyrodnicze na Uniwersytecie w Kijowie, ale przerwała je po dwóch latach.
Zaangażowała się w działalność Polskiej Organizacji Wojskowej oraz ruchu skautowego. W latach 1915–1916 była drużynową w Białej Cerkwi, w 1917 uczestniczyła w pierwszym kursie instruktorskim pod auspicjami Wydziału Wschodniego ZHP.
W 1920 przeniosła się do Warszawy, następnie do Torunia. W Toruniu kontynuowała naukę i ukończyła seminarium nauczycielskie, po czym podjęła pracę nauczycielki w żeńskim gimnazjum. Od sierpnia 1920 do końca 1921 pełniła funkcję komendantki Pomorskiej Chorągwi Harcerek (w stopniu podharcmistrzyni). Po krótkim pobycie w Zakopanem (pracowała w Szkole Gospodarstwa Domowego w Kuźnicach) ponownie znalazła się w 1922 w Warszawie, gdzie była przyboczną naczelniczki Głównej Kwatery Żeńskiej Marii Wocalewskiej, a w latach 1923-1924 sama sprawowała funkcję naczelniczki Głównej Kwatery Żeńskiej. Pracowała jako nauczycielka w niższych szkołach rolniczych w Mokoszynie (powiat sandomierski), Mirosławicach (powiat kutnowski), Nałęczowie, Gołotczyźnie (powiat ciechanowski). W 1934 prowadziła zajęcia w Harcerskiej Szkole Instruktorskiej na Buczu koło Skoczowa, w tym roku uczestniczyła w IX światowej konferencji instruktorskiej żeńskiego skautingu w Szwecji. W 1937 otrzymała stopień harcmistrzyni.
Przed wybuchem II wojny światowej została powołana do Rady Głównej Przysposobienia Wojskowego Kobiet. We wrześniu 1939 w ramach obowiązków w Pogotowiu Harcerek zajmowała się opieką nad dziećmi, a po zakończeniu działań wojennych była łączniczką konspiracyjną, do czerwca 1941 kontynuując pracę w Szkole Rolniczej Żeńskiej w Mokoszynie. Przez pewien czas ukrywała się, później w ramach pracy w internacie dla starszych dziewcząt w Warszawie organizowała tajne nauczanie. W czasie powstania warszawskiego brała udział w pracach punktu opieki nad dziećmi w Warszawie (przy ul. Skorupki). Po upadku powstania przebywała (wraz z częścią podopiecznych z tego punktu) w obozie w Pruszkowie, wreszcie w Krakowie.
Po wojnie pracowała jako nauczycielka w szkołach rolniczych (przez pewien czas była również nauczycielką łaciny i rosyjskiego w liceum ogólnokształcącym); poza pracą pedagogiczną pozostawała - ze względów politycznych - w latach 1954-1957, pracowała wówczas w Państwowym Gospodarstwie Rolniczym w Niemcach (koło Lubartowa). Ostatnim jej miejscem pracy była Roczna Szkoła Rolnicza w Grabanowie. Przeszła na emeryturę w 1960. Została pochowana na cmentarzu Powązkowskim (kwatera 257b-4-17).